# Mława
Mława és una ciutat de Polònia amb 31.047 habitants (30-12-2021). És la capital del Comtat de Mława.
Durant la invasió de Polònia de 1939 hi va tenir lloc la batalla de Mława.

## Història
La primera menció registrada de Mława és del 2 de juliol de 1426. Tres anys després, Mława va ser incorporada com a ciutat i el 1521, la ciutat va ser capturada pels Cavallers Teutònics. El 1795, per la Partició de Polònia, Mława esdevingué part del Regne de Prússia.
Després de les Guerres napleòniques Mława (junt amb tota la seva província) wva ser incorporada en la partició russa de Polònia on hi va romandre fins a la Primera Guerra Mundial.
Durant l'ocupació alemanya de la Segona Guerra Mundial, la ciutat va rebre el nom de Mielau i s'hi reparaven i es comprovaven els tancs alemanys en l'Operació Barbarroja.
Abans de l'arribada dels soviètics de 1945, a Mława hi va haver la massacre per part dels alemanys de 364 presoners del Truppenübungsplatz "Mielau".

## Indústria
Actualment hi ha una gran fàbrica de LG que fabrica televisors i monitors

### Ciutats agermanades
Mława està agermanada amb:
- Moscufo, Itàlia
- Nasaud, Romania
- Saverne, França

## Residents notables
- Eva Kotchever - escriptora i proprietaria del Eve's Hangout de Nova York
- Barbara Rogowska - actriu.
- Joseph Opatoshu - novel·lista yiddish.
- Józef Skrobiński - director de cinema.
- Sir Isaac Isaacs - polític australià el pare del qual nasqué a Mława.